# Zuid-Jemenitische Burgeroorlog
De Zuid-Jemenitische Burgeroorlog was een gewapend conflict in Zuid-Jemen dat ontstond na een staatsgreep in januari 1986.

## Voorgeschiedenis
Zuid-Jemen werd onafhankelijk in 1967 na een oorlog van vier jaar met Groot-Brittannië. Nadat de Britten het land hadden verlaten, kwam het Nationaal Bevrijdingsfront (Jemen) aan de macht, dat zich in 1978 omvormde tot Jemenitische Socialistische Partij. In 1980 wist Ali Nasser Muhammad Husani president Abdel Fattah Ismail tot aftreden te dwingen. Hij greep zelf de macht, die in de loop der jaren zou groeien, met als gevolg een burgeroorlog.

## Oorlog
Het conflict begon op de 13 januari 1986 toen lijfwachten van Husani leden van de Jemenitische Socialistische Partij onder vuur namen. Er vielen duizenden doden, naar schatting 4000 tot 10.000. Het conflict eindigde toen dat Husani vluchtte naar Noord-Jemen. Hij werd opgevolgd door Ali Salim al-Beidh.